# Amata luteifascia
Amata luteifascia är en fjärilsart som beskrevs av George Francis Hampson 1892. Amata luteifascia ingår i släktet Amata och familjen björnspinnare. Inga underarter finns listade i Catalogue of Life.